# Cratere Darvel
Darvel  è un cratere sulla superficie di Marte.